# Đại học Pitzer

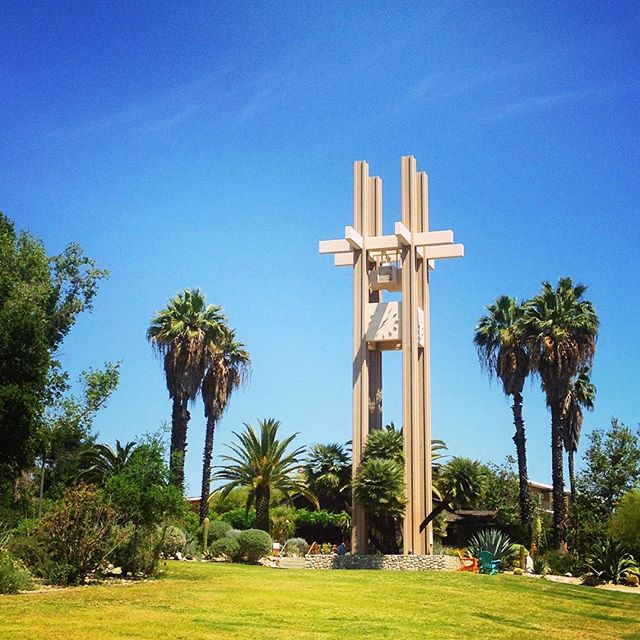
Tháp đồng hồ Brant

 Đại học Pitzer (tiếng Anh: Pitzer College) là một trường Đại học Giáo dục Khai phóng tư nhân phi lợi nhuận nằm tại Claremont, Los Angeles, California. Là thành viên của Liên minh Đại học Claremont, trường có trọng tâm giảng dạy về khoa học xã hội, khoa học hành vi, cũng như các chương trình quốc tế và nghiên cứu truyền thông.

Pitzer ban đầu được thành lập vào năm 1963 như là một trường đại học nữ và cho phép nam giới vào học tập kể từ mùa thu năm 1970.
Là thành viên của Liên minh Đại học Claremont, sinh viên Pitzer có thể học tập tại các trường đại học khác trong Liên minh này và có thể hoàn thành chuyên ngành ngoài trường nếu chuyên ngành không được cung cấp bởi Pitzer.
Từ 2010 đến 2015, Biên niên sử Giáo dục Đại học đã liệt kê Pitzer là trường sản xuất nhiều Học giả Fulbright nhiều nhất trong số tất cả các tổ chức đại học trên toàn Hoa Kỳ. Trong 11 trong năm qua, nếu tính trên bình quân sinh viên thì Pitzer nhận được nhiều học bổng Fulbright hơn bất kỳ trường đại học nào khác trên toàn quốc.

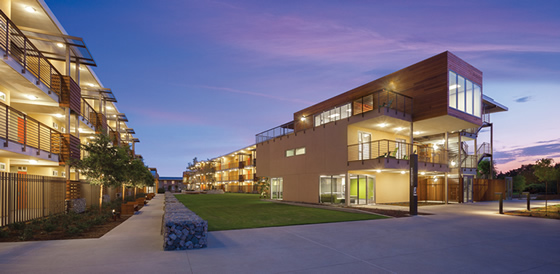
Hội trường Tây và Đông tại Pitzer College đã được hoàn thành vào năm 2012.